# IOC World Bird List
IOC World Bird List (Nederlands: IOC Wereldvogellijst) is een lijst van wetenschappelijke en Engelse namen voor vogels. Oorspronkelijk werd de lijst uitgegeven in boekvorm en cd-rom, maar de lijst is ook volledig op internet in te zien. De IOC World Bird List werd aanvankelijk samengesteld door de ornithologen Frank Gill en Minturn Wright; later door Gill, David Donsker, en Pamela Rasmussen.
Het boek en de website zijn het resultaat van een initiatief dat in 1990 werd genomen door het Internationaal Ornithologisch Congres om een gestandaardiseerde lijst te bieden van Engelse vogelnamen. Op de website verschijnen voortdurend updates als er nieuwe vogelsoorten beschreven zijn of taxonomische inzichten zijn veranderd. De volgorde van genera en soorten weerspiegelen zoveel mogelijk fylogenetische inzichten. Daarnaast is er een zogenoemde multilingual IOC World Bird List online beschikbaar waarin de vogelnamen in meer dan 40 talen (waaronder het Nederlands) worden gepresenteerd. Ook deze lijsten worden regelmatig geactualiseerd.
Naast deze volledige checklist bestaan er andere volledige lijsten zoals:
- Howard and Moore Complete Checklist of the Birds of the World
- The Clements Checklist of Birds of the World.[2]